# Memorial de las Víctimas del Comunismo y de la Resistencia
El Memorial de las Víctimas del Comunismo y de la Resistencia (en rumano: Memorialul Victimelor Comunismului şi al Rezistenţei) en Rumania consta del Museo Sighet (a menudo confundido con el Memorial) y el Centro Internacional de Estudios sobre el Comunismo.

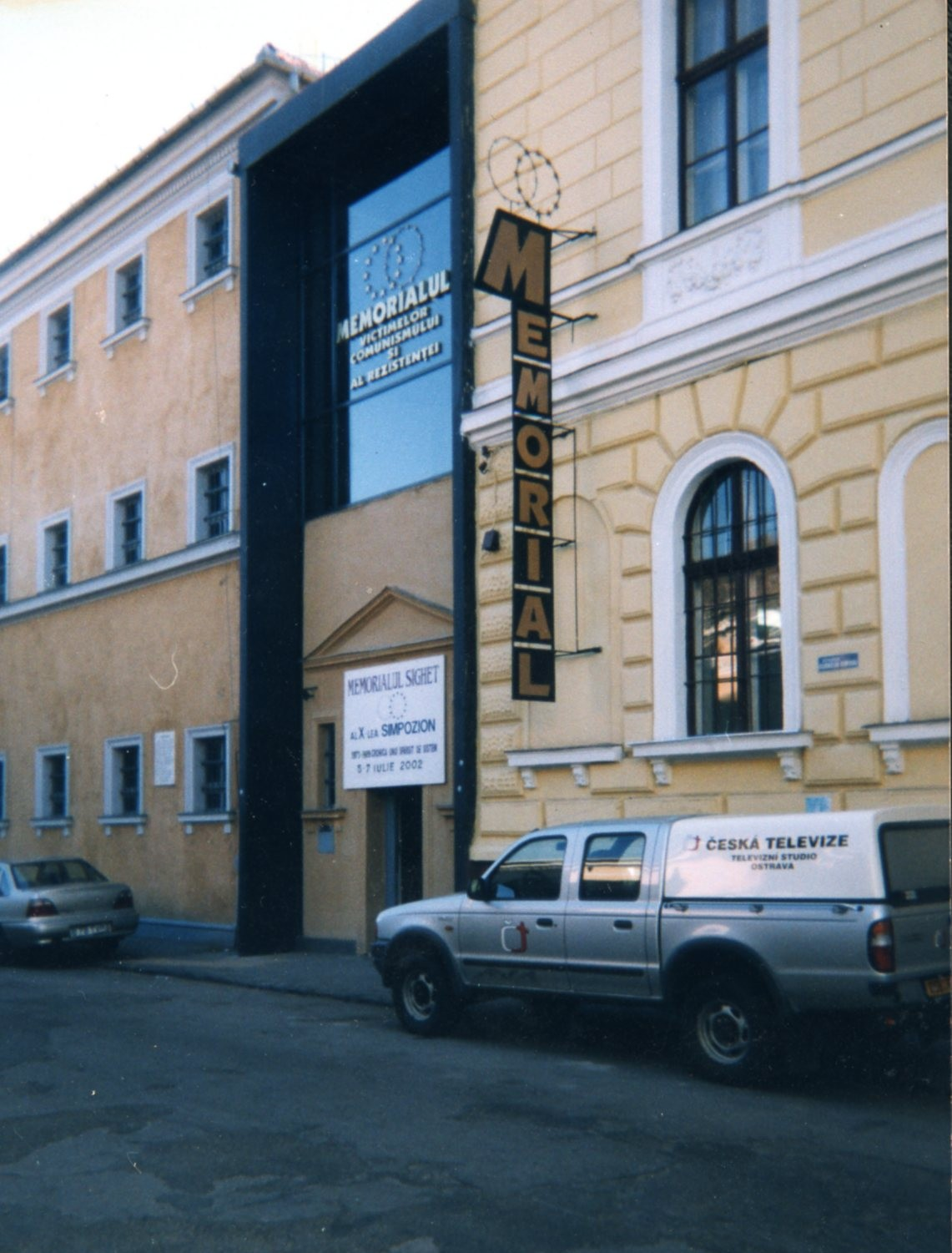
Entrada del Museo Conmemorativo Sighet

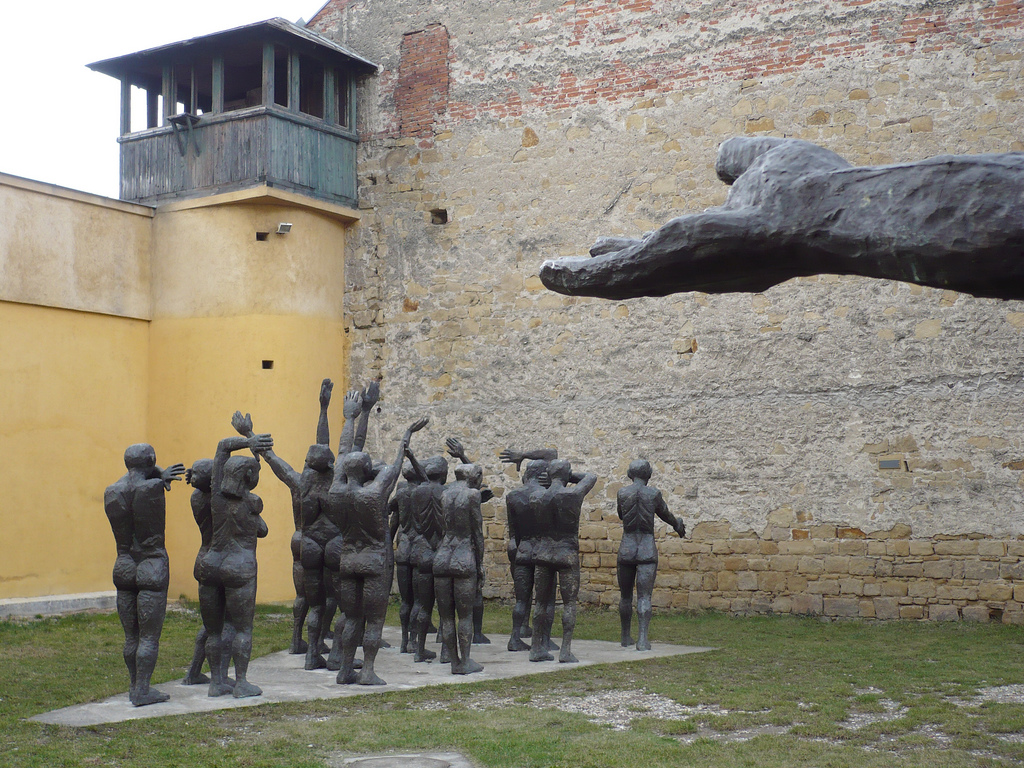
Procesión de los sacrificados, a cargo de Aurel I. Vlad.

## Centro Internacional de Estudios sobre el Comunismo
El Centro fue fundado en 1993 por Ana Blandiana y Romulus Rusan. Creado y administrado por la Fundación Academia Cívica, es un instituto de investigación, museografía y educación.

## Museo memorial de Sighet
El museo estaba ubicado en el Centro de Estudios sobre el Comunismo en la base de la antigua prisión de Sighet en 1993.
La restauración del edificio de la prisión se completó en 2000. Cada celda de la prisión se convirtió en una sala de museo, que en conjunto presenta la cronología del sistema totalitario en la  Rumanía comunista.